# REGNUM
REGNUM is een Russisch persbureau dat dagelijks online bericht over nieuws uit Rusland en daar buiten. REGNUM heeft een eigen netwerk van correspondenten (ongeveer 400), dochterbedrijven en partners die dagelijks ruim 700 berichten publiceren. REGNUM heeft regionale afdelingen voor nieuws uit de ruim 80 regio's van Rusland, omliggende landen in Europa, Centraal-Azië en de Zuidelijke Kaukasus. Door haar uitgebreide netwerk kan het agentschap berichten over veel kleinere gebeurtenissen in de gebieden waarin het actief is. Volgens de Russische website LiveInternet.ru trekt de website van Regnum maandelijks 1,8 miljoen bezoekers (stand 2007).
REGNUM werd opgericht op 22 juli 2002, al waren sommige agentschappen al actief vanaf 19 juni 1999.